# Брек, Джон Лесли
Джон Лесли Брек (англ. John Leslie Breck; 1859—1899) — американский художник-импрессионист, умерший в возрасте 39 лет. Похоронен на кладбище Форест-Хиллз в Бостоне. Его работы хранятся в ряде американских музеев и частных коллекциях.

## Биография
Родился в 1859 году недалеко от Гонконга, в море на корабле, где служил его отец — офицер американского морского флота.
По возвращении отца в Соединенные Штаты, рос в Ньютоне, штат Массачусетс, где учился в школе The Governor’s Academy, затем в St. Mark’s School (в 1877 году). Позже учился живописи в Королевской Академии Мюнхена. В 1882 году Джон вернулся в Бостон, США. Часть своей художественной карьеры провёл в Новой Англии.
В 1886 году Джон Брек снова поехал в Европу, чтобы учиться в Париже в Академии Жулиана. Обучался у Гюстава Буланже и Жюля Лефевра. Здесь встречался с некоторыми художниками из США, также обучавшихся в Европе. В 1887 году Брек, наряду с другими американскими художниками — Уиллардом Меткалфом и Теодором Робинсоном, ездили в Живерни, Франция, где жил и работал мастер импрессионистов Клод Моне, с которым Джон подружился, изучал его технику и принял импрессионизм. В 1888 и 1889 годах выставлялся в Салоне. После разрыва с падчерицей Моне — Бланш, вернулся в 1890 году в Соединенные Штаты, где работал в стиле импрессионизма в собственной студии в Ньютоне.
Умер в 1899 году в Бостоне, похоронен на городском кладбище Forest Hills Cemetery.
Произведения художника находятся в ряде американских музеев и частных коллекций. Существующий фонд его имени оказывает поддержку ученикам школы St. Marks School.
В Национальной галерее искусств в Вашингтоне постоянно экспонируется портрет Брека, написанный в 1891 году во Франции его другом Джеймсом Кэрроллом Беквитом.

Некоторые работы
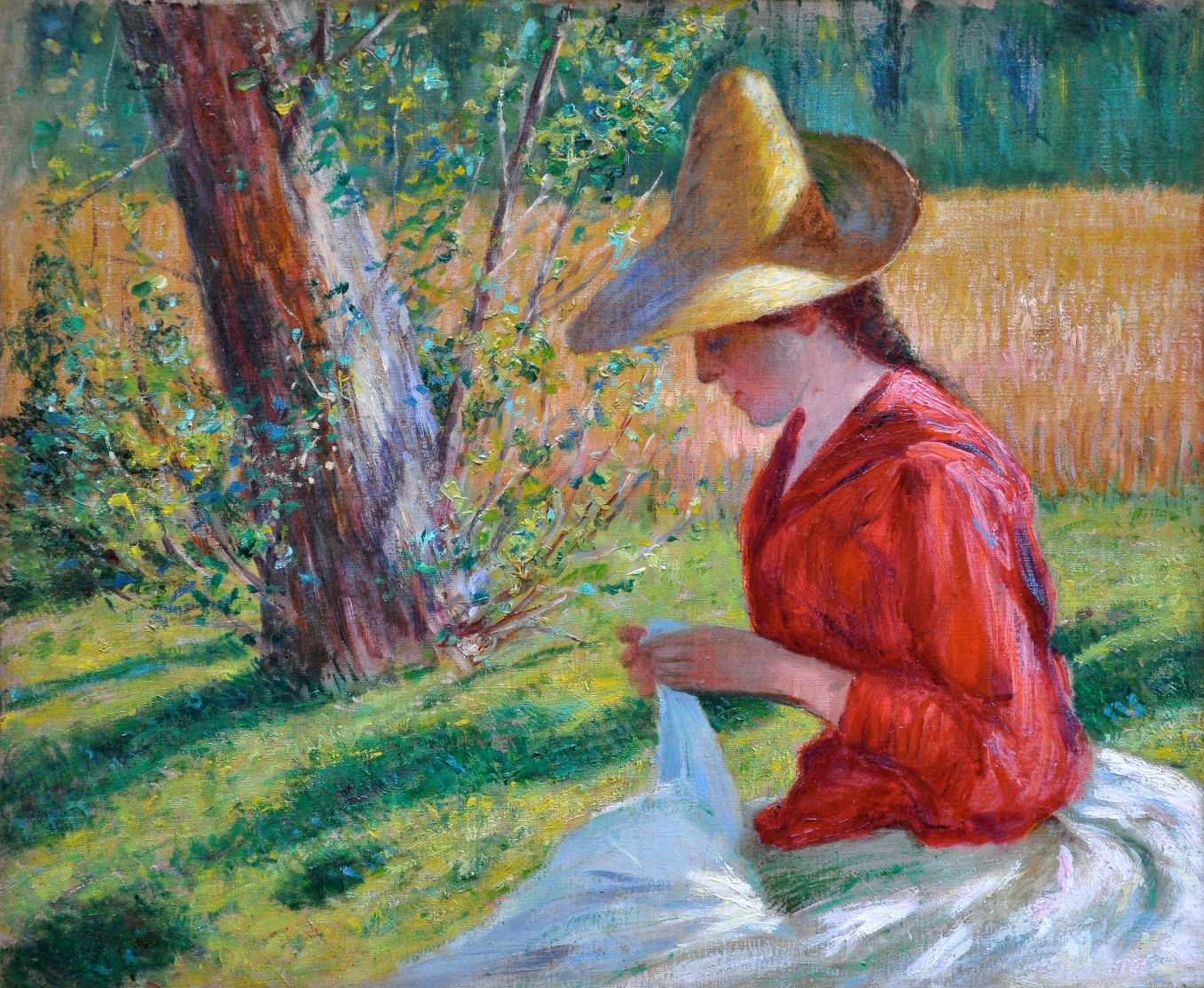
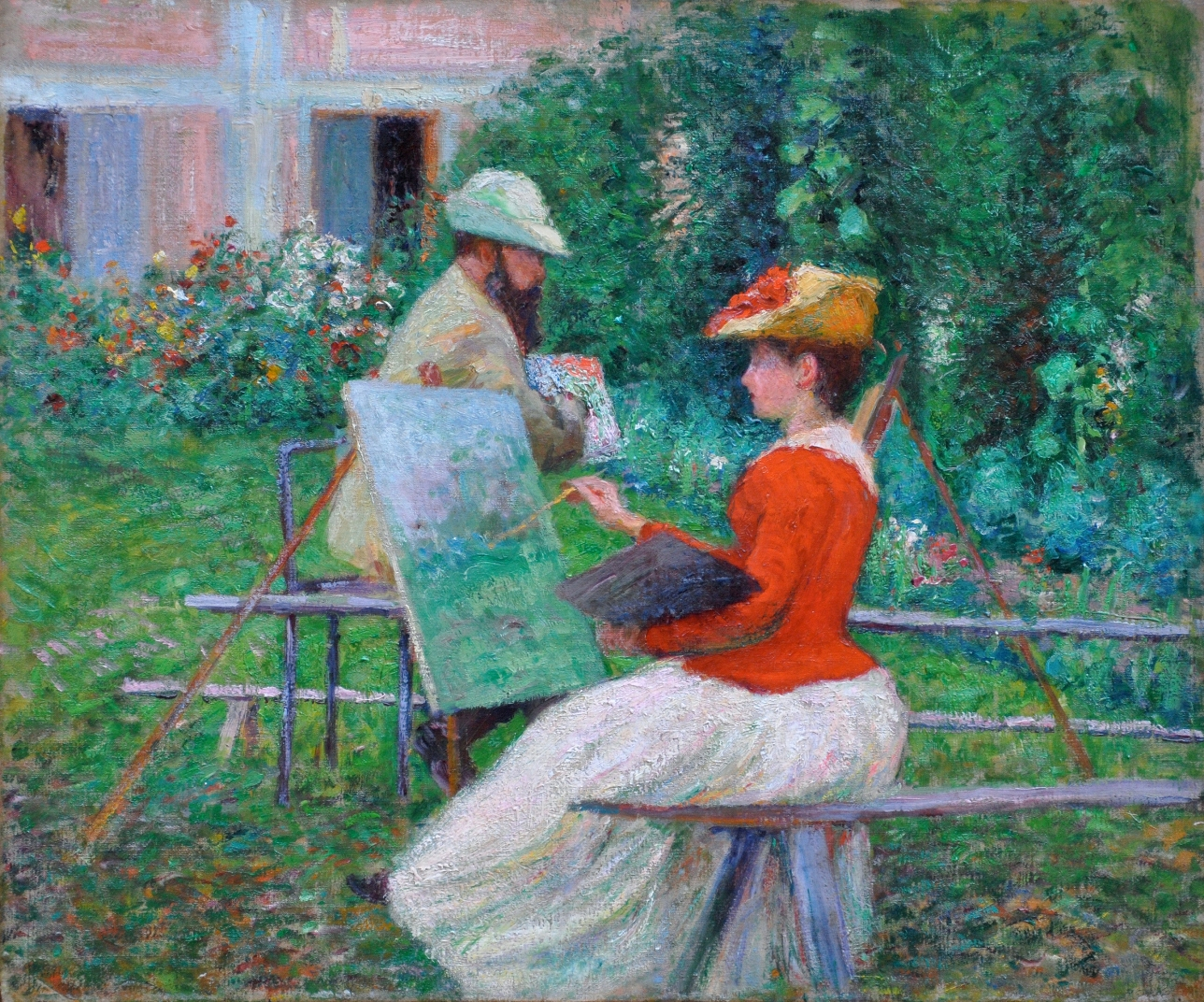
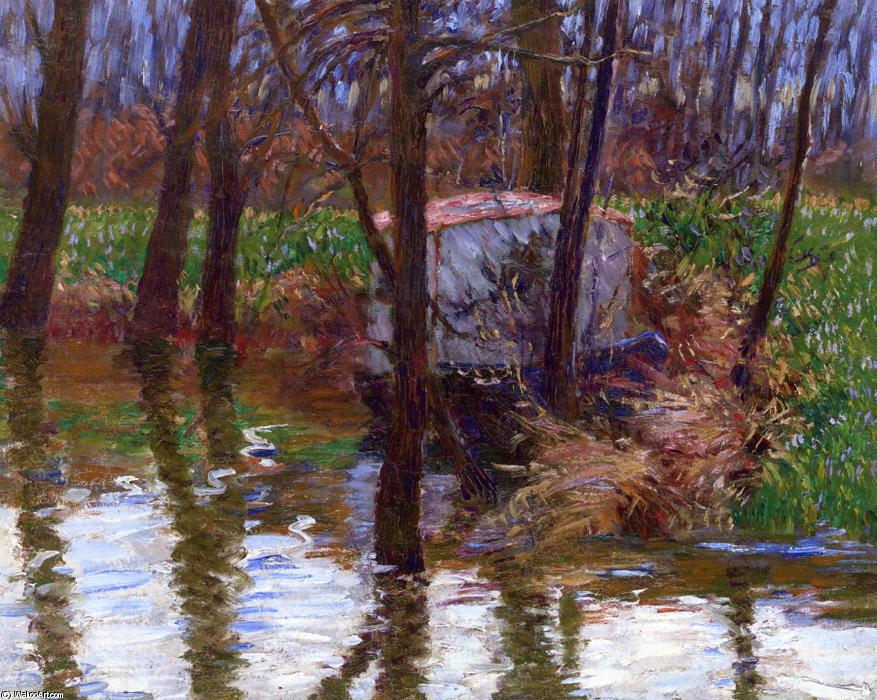
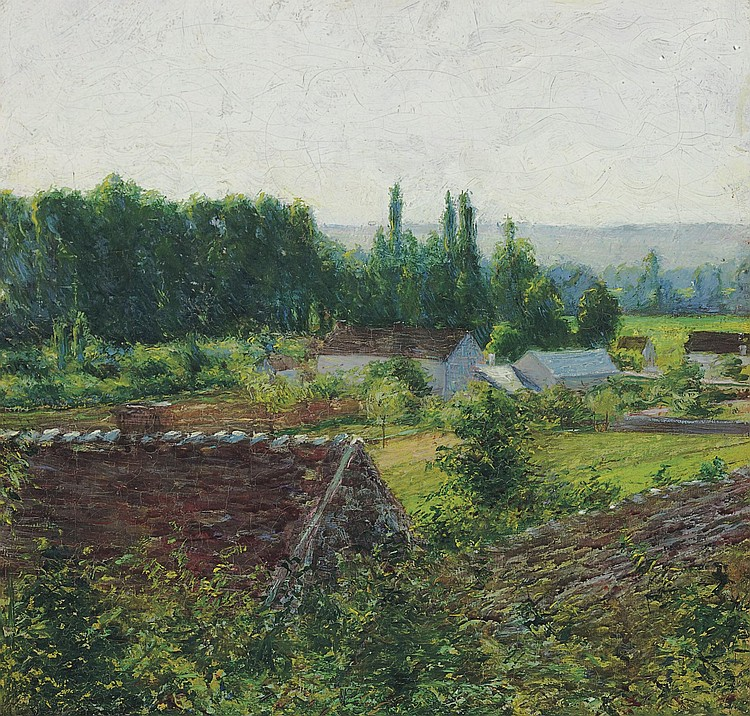